# Roman Iaremtchouk
Roman Olehovytch Iaremtchouk (en ukrainien : Роман Олегович Яремчук), également écrit Roman Olehovych Yaremchuk en transcription anglophone, né le 27 novembre 1995 à Lviv, est un footballeur international ukrainien qui joue au poste d'attaquant à l'Olympiakós.

## Biographie

### En club
En 2019 puis en 2020, il participe à la phase de groupe de la Ligue Europa avec le club belge du KAA La Gantoise (onze matchs, quatre buts). Le 24 octobre 2019, il se met en évidence en étant l'auteur d'un doublé lors de la réception du VfL Wolfsburg (2-2).
Lors de la saison 2020-2021, il se met en évidence en marquant 17 buts lors de la saison régulière du championnat. Il est l'auteur de deux triplés, lors d'un déplacement à Waasland-Beveren (victoire 1-4), puis lors de la réception du Royal Excel Mouscron (victoire 4-0).
Le 31 juillet 2021, il s'engage pour cinq ans en faveur du Benfica Lisbonne, le montant du transfert s'élève à 15 millions d'euros.
Le 14 août, il joue son premier match sous ses nouvelles couleurs, lors de la réception du FC Arouca, en championnat. Il se met immédiatement en évidence en inscrivant un but (victoire 2-0).
Le 29 août 2022, il est transféré pour 16 millions d’euros au Club Bruges. 

### En équipe nationale
Avec les moins de 19 ans, il participe au championnat d'Europe des moins de 19 ans en 2014. Lors de cette compétition, il joue deux matchs, contre la Serbie et l'Allemagne.
Il dispute ensuite avec les moins de 20 ans la Coupe du monde des moins de 20 ans en 2015. Lors de cette compétition, il joue quatre matchs, inscrivant un but contre la Birmanie. L'Ukraine s'incline en huitièmes de finale contre le Sénégal.
Il joue son premier match en équipe d'Ukraine le 6 septembre 2018, contre la Tchéquie, à l'occasion de la Ligue des nations 2018-2019 (victoire 1-2 à Uherské Hradiště). Le 16 octobre de la même année, il délivre sa première passe décisive avec l'Ukraine, à nouveau contre la Tchéquie (victoire 1-0, Ligue des nations). Le 7 juin 2019, il inscrit son premier but avec l'Ukraine, contre la Serbie, lors des éliminatoires de l'Euro 2020. Il délivre également une passe décisive lors de cette rencontre, permettant à son équipe de l'emporter sur le large score de 5-0.
En 2021, il est retenu par le sélectionneur Andri Chevtchenko afin de participer au championnat d'Europe 2020. Lors de cette compétition, il est titulaire et joue cinq matchs. Il se met en évidence en marquant deux buts en phase de poule, face aux Pays-Bas, puis face à la Macédoine. L'Ukraine s'incline en quart de finale face à l'Angleterre.
En mai 2024, il fait partie de la liste des 26 joueurs convoqués par Serhiy Rebrov en vue de l'Euro 2024. Le 21 juin, il inscrit face à la Slovaquie le but victorieux de l'Ukraine à la 80e minute comptant pour la deuxième journée des phases de poules. 

## Palmarès
- Vice-champion d'Ukraine en 2017 avec le Dynamo Kiev
- Vice-champion de Belgique en 2020 avec le KAA La Gantoise

## Statistiques détaillées
| Saison                | Club                  | Championnat           | Championnat | Championnat | Championnat | Coupe(s) nationale(s) | Coupe(s) nationale(s) | Coupe(s) nationale(s) | Compétition(s) continentale(s) | Compétition(s) continentale(s) | Compétition(s) continentale(s) | Compétition(s) continentale(s) | Total | Total | Total |
| Saison                | Club                  | Division              | M.          | B.          | P.d.        | M.                    | B.                    | P.d.                  | Comp.                          | M.                             | B.                             | P.d.                           | M.    | B.    | P.d.  |
| 2015-2016             | Dynamo Kiev           | Premier-Liga          | -           | -           | -           | 1                     | 0                     | 0                     | C1                             | -                              | -                              | -                              | 1     | 0     | 0     |
| 2016-2017             | Dynamo Kiev           | Premier-Liga          | 9           | 0           | 0           | 1                     | 0                     | 0                     | C1                             | -                              | -                              | -                              | 10    | 0     | 0     |
| 2016-2017             | FK Oleksandria (prêt) | Premier-Liga          | 14          | 5           | 1           | 1                     | 1                     | 0                     | C3                             | 2                              | 0                              | 1                              | 17    | 6     | 2     |
| Sous-total            | Sous-total            | Sous-total            | 23          | 5           | 1           | 3                     | 1                     | 0                     | -                              | 2                              | 0                              | 1                              | 28    | 6     | 2     |
| 2017-2018             | KAA La Gantoise       | Division 1A           | 32          | 9           | 3           | 2                     | 0                     | 0                     | C3                             | -                              | -                              | -                              | 34    | 9     | 3     |
| 2018-2019             | KAA La Gantoise       | Division 1A           | 37          | 8           | 3           | 4                     | 3                     | 0                     | C3                             | 4                              | 1                              | 0                              | 45    | 12    | 3     |
| 2019-2020             | KAA La Gantoise       | Division 1A           | 18          | 10          | 1           | 1                     | 0                     | 0                     | C3                             | 11                             | 7                              | 3                              | 30    | 17    | 4     |
| 2020-2021             | KAA La Gantoise       | Division 1A           | 34          | 20          | 7           | 2                     | 1                     | 0                     | C1+C3                          | 2+5                            | 1+1                            | 0+1                            | 43    | 23    | 8     |
| Sous-total            | Sous-total            | Sous-total            | 121         | 47          | 14          | 9                     | 4                     | 0                     | -                              | 22                             | 10                             | 4                              | 152   | 61    | 18    |
| 2021-2022             | Benfica Lisbonne      | Liga NOS              | 23          | 6           | 3           | 7                     | 0                     | 0                     | C1                             | 13                             | 3                              | 3                              | 43    | 9     | 6     |
| 2022-2023             | Benfica Lisbonne      | Liga NOS              | 2           | 0           | 0           | 0                     | 0                     | 0                     | C1                             | 3                              | 0                              | 0                              | 5     | 0     | 0     |
| Sous-total            | Sous-total            | Sous-total            | 25          | 6           | 3           | 7                     | 0                     | 0                     | -                              | 16                             | 3                              | 3                              | 48    | 9     | 6     |
| 2022-2023             | Club Bruges KV        | Division 1A           | 23          | 2           | 3           | -                     | -                     | -                     | C1                             | 4                              | 0                              | 1                              | 27    | 2     | 4     |
| 2023-2024             | Club Bruges KV        | Division 1A           | 3           | 0           | 0           | -                     | -                     | -                     | C4                             | 2                              | 4                              | 0                              | 5     | 4     | 0     |
| 2023-2024             | Valence CF (prêt)     | Liga                  | 25          | 3           | 0           | 4                     | 1                     | 0                     | -                              | -                              | -                              | -                              | 29    | 4     | 0     |
| Sous-total            | Sous-total            | Sous-total            | 51          | 5           | 3           | 4                     | 1                     | 0                     | -                              | 6                              | 4                              | 1                              | 61    | 10    | 4     |
| 2024-2025             | Olympiakós            | Super League          | 23          | 4           | 2           | 3                     | 4                     | 1                     | C3                             | 7                              | 2                              | 1                              | 33    | 10    | 4     |
| Total sur la carrière | Total sur la carrière | Total sur la carrière | 241         | 67          | 23          | 26                    | 10                    | 1                     | -                              | 51                             | 15                             | 10                             | 318   | 92    | 34    |